# Парк Инокасира
Высочайше пожалованный парк Инокасира (яп. 井の頭恩賜公園 Инокасира онси ко:эн) — парк в Японии, расположенный на территории городов Мусасино и Митака в западной части столичного региона Токио. Общая площадь — 383,773 м².
На территории парка расположены пруд Инокасира с истоком реки Канда, созданные в период Эдо, однако сам парк был открыт гораздо позже (1 мая 1918 года), став подарком императора Тайсё своим подданным. В парке произрастают вишнёвые деревья, кипарисы, красная сосна и азалии. Также здесь расположен храм Бэндзайтэн, мстительной богине любви индуистского происхождения (соответствует Сарасвати); детский зоопарк, в котором жила старейшая в стране слониха Ханако; аквариум и место для выступлений уличных артистов и музыкантов. 
В юго-западной оконечности парка располагается музей, посвященный аниме производства Studio Ghibli.

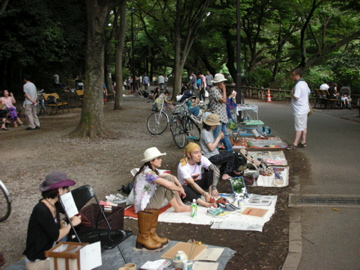
Воскресным днём в парке Инокасира
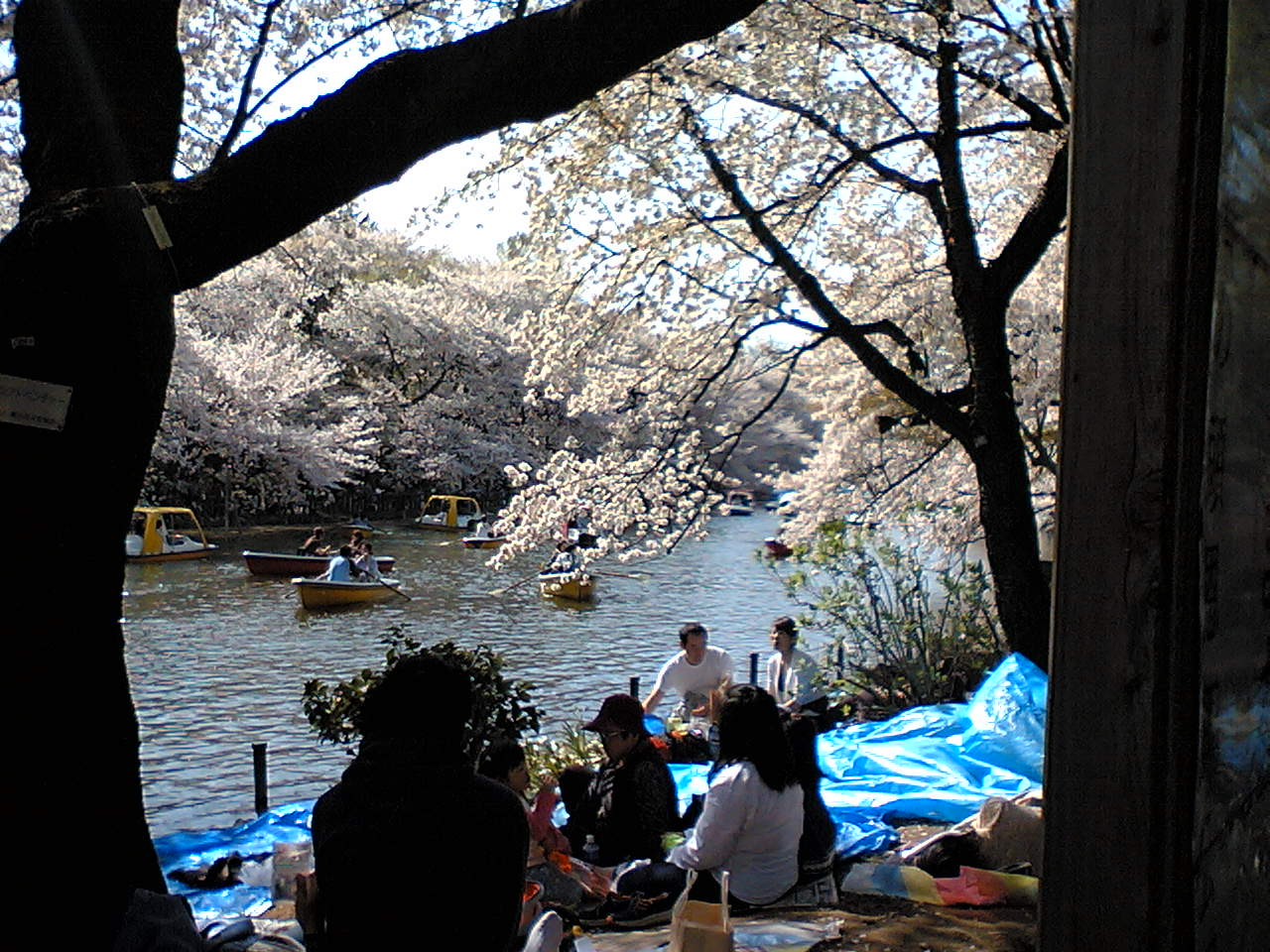
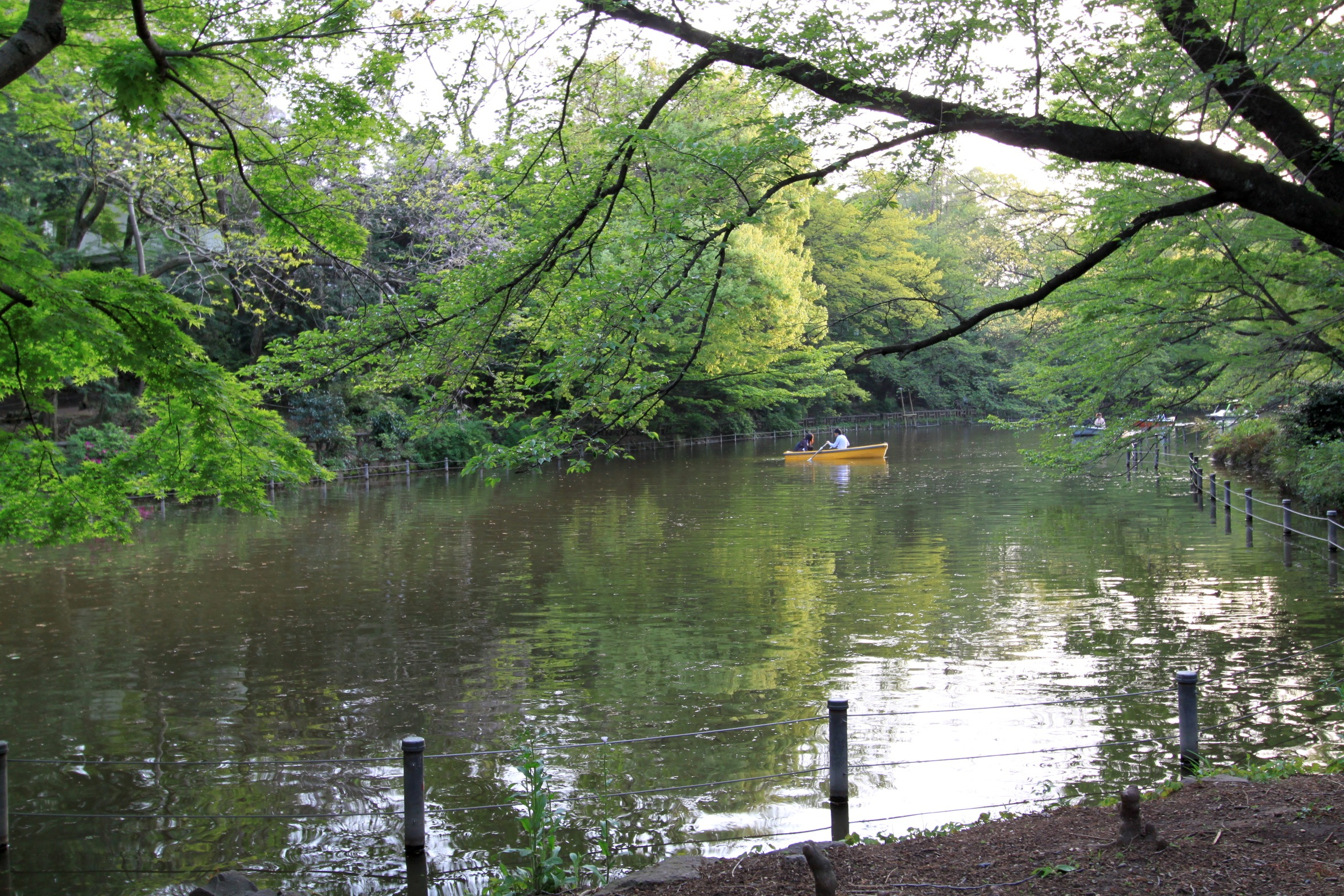
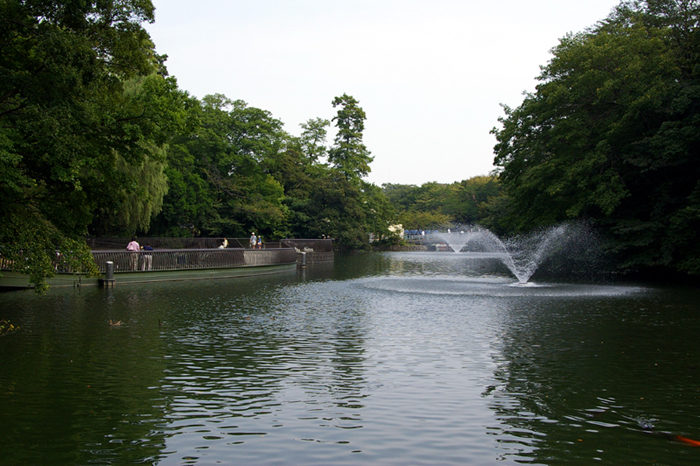